# Kleiner Mann – ganz groß (1938)
Kleiner Mann – ganz groß ist ein 1937/1938 nach dem Bühnenstück „Spatzen in Gottes Hand!“ von Edgar Kahn (1903–1955) und Ludwig Bender (1908–1973) gedrehter deutscher Spielfilm von Robert A. Stemmle. Die Hauptrollen spielen Viktor de Kowa als Erfinder Peter Kolle und Gusti Huber als Sabine Kolle, seine Ehefrau.

## Handlung
Peter Kolle ist ein kleiner Angestellter. Obwohl ihre finanziellen Verhältnisse nicht die besten sind, führt er mit seiner Frau Sabine eine glückliche Ehe. Nebenher tüftelt er nachts heimlich an seiner Erfindung, einem Schalldämpfer für Motorräder. Als seine Frau dahinterkommt, dass er das ihrem Bruder Alphons bei der Hochzeit gegebene Versprechen, die Erfinderei aufzugeben, gebrochen hat, fährt sie enttäuscht und wütend zu ihrem Bruder nach Berlin. Bei Alphons befinden sich auch alle Papiere über die schon in Angriff genommenen Erfindungen.
Doch bald packt Sabine die Sehnsucht nach Peter und es zieht sie zurück nach Hause. Peter, dem es ähnlich ergeht, hat sich inzwischen auf den Weg nach Berlin zu seinem Schwager Alphons begeben. Nach einigem Hin und Her treffen sie aber wieder aufeinander. Da Peter nicht anders kann, versucht er seine Erfindung voranzutreiben und erfindet so als Nächstes eine Erbschaft aus Amerika. Seine Frau ist ob dieser Neuigkeiten glücklich und eine Einladung bei Direktor Tschoppe zieht dieses Ereignis außerdem nach sich. Von Direktor Magus, den Peter dort kennenlernt, erhält er 600 Mark für die Verwertung seiner Erfindung. Magus Frau jedoch deckt den Schwindel auf, was für Peter eine fristlose Kündigung nach sich zieht. Doch Sabine bleibt nicht untätig und besorgt geistesgegenwärtig die Planungsunterlagen und meldet Peters Erfindung umgehend beim Patentamt an. Nun ist auch Direktor Magus zufrieden und Peter erhält seine Chance, um zu zeigen, was wirklich in ihm steckt.

## Produktion und Hintergrund
Kleiner Mann – ganz groß wurde bei der Universum-Film AG (Berlin) produziert. Die Herstellungsleitung hatte Erich von Neusser inne, der spätere UFA-Herstellungsgruppenleiter. Die Produktionsleitung oblag Robert Wuellner (Schulz und Wuellner Filmfabrikations- und Vertriebs-GmbH). Boleslaw Barlog oblag die Regie-Assistenz. Die Bauten stammen von Artur Günther und Robert A. Dietrich. Der Titel Kleiner Mann – ganz groß knüpft an die bereits 1933 von der Robert Neppach Filmproduktions GmbH Berlin produzierte Verfilmung des gleichnamigen Romans von Hans Fallada „Kleiner Mann – was nun?“ an, in der Viktor de Kowa bereits eine Nebenrolle spielte. Die Dreharbeiten dauerten vom 8. Dezember 1937 bis Januar 1938
Die Filmmusik stammt von Friedrich Schröder. Die Liedtexte stammen von Hans Fritz Beckmann. Er sang das Lied auch auf einer zusammen mit dem Orchester Die Goldene Sieben aufgenommenen Schallplatte.
Die Berliner Erstaufführung vom 18. Mai 1938 im Tauentzien-Palast beruhte bereits auf der Zweitzensur. Bereits am 19. April 1938 gab die Filmprüfstelle den Film mit einer Länge von 2395 m = 87:32 min zur Aufführung frei. Hierbei wurde das Jugendverbot beibehalten.

## Rezeption
Kleiner Mann – ganz groß wurde von Goebbels nicht geschätzt. In sein Tagebuch schrieb er: „‚Kleiner Mann ganz groß‘, ein sehr schlechter Singspielfilm mit de Kowa und Huber unter Deppe. Dagegen werde ich energisch vorgehen.“ Heute beansprucht die Friedrich-Wilhelm-Murnau-Stiftung die Auswertungsrechte.
Den Titel übernahm der Regisseur Bernhard Springer für seine Heinz Rühmann-Dokumentation von 1994.